# Ricardo Ramos
Ricardo Lucas Ramos (Campinas, Estado de São Paulo, Brasil, 1 de agosto de 1995) es un artista marcial mixto brasileño que compite en la división de peso pluma de Ultimate Fighting Championship (UFC).

## Primeros años
Al crecer en Campinas, Estado de São Paulo, Brasil, Ramos se metía a menudo en peleas en su adolescencia. Su padre lo metió en clases de jiu-jitsu brasileño, pero finalmente lo echó de casa a los 14 años. Según Ramos, permaneció en el gimnasio de artes marciales mixtas desde ese momento hasta los 21 años.

## Carrera en artes marciales mixtas

### Carrera temprana
Ramos hizo su debut profesional en MMA en 2012. Durante los dos primeros años de su carrera luchó exclusivamente en su Brasil natal y acumuló un récord de 6 victorias y ninguna derrota. Hizo su debut en América del Norte en 2015, luchando tres veces para Legacy FC antes de que se renombrara a Legacy Fighting Alliance. Antes de unirse a la UFC, tenía un récord de 9 victorias y 1 derrota; todas sus victorias, excepto una, se produjeron por parada antes de la campana final.
Ramos apareció en el reality show Lookin' for a Fight de Dana White cuando derrotó a Alfred Khashakyan para ganarse un contrato con la UFC.

### Ultimate Fighting Championship
Ramos hizo su debut en la promoción en UFC Fight Night: Bermudez vs. Korean Zombie contra Michinori Tanaka. Ganó el combate por decisión unánime.
Ramos regresó en UFC 217 enfrentándose a Aiemann Zahabi. Ganó el combate por nocaut en el tercer asalto. Esta victoria le valió el premio a la Actuación de la Noche.
Ramos se enfrentó a Kang Kyung-ho el 4 de agosto de 2018 en UFC 227. Ganó el combate por decisión dividida.
Se esperaba que Ramos se enfrentara a Ricky Simón el 10 de noviembre de 2018 en UFC Fight Night: Korean Zombie vs. Rodríguez. Sin embargo, el 16 de octubre de 2018 se informó que Ramos fue retirado del combate debido a una lesión en la mano.
Ramos se enfrentó a Said Nurmagomedov el 2 de febrero de 2019 en UFC Fight Night: Assunção vs. Moraes 2. Perdió el combate por TKO en el primer asalto.
Se esperaba que Ramos se enfrentara a Sergio Pettis el 29 de junio de 2019 en UFC on ESPN: Ngannou vs. dos Santos. Sin embargo, el 15 de junio de 2019 se informó que Pettis se retiró del combate alegando una lesión, y fue reemplazado por el recién llegado Journey Newson. Ganó el combate por decisión unánime.
Ramos se enfrentó a Luiz Eduardo Garagorri en un combate de peso pluma el 16 de noviembre de 2019 en UFC Fight Night: Błachowicz vs. Jacaré. Ganó el combate por sumisión en el primer asalto. Esta victoria le valió el premio a la Actuación de la Noche.
Ramos se enfrentó a Lerone Murphy el 16 de julio de 2020 en UFC on ESPN: Kattar vs. Ige. Perdió el combate por nocaut técnico en el primer asalto.
Ramos tenía previsto enfrentarse a Zubaira Tukhugov el 13 de marzo de 2021 en el UFC Fight Night: Edwards vs. Muhammad. Una semana antes del evento, Tukhugov se retiró por razones no reveladas. Los responsables de la promoción decidieron retirar a Ramos del evento.
Ramos estaba programado para enfrentarse a Bill Algeo el 17 de abril de 2021 en UFC on ESPN: Whittaker vs. Gastelum. Sin embargo, Ramos fue retirado de la pelea durante la semana previa al evento debido a los protocolos COVID-19. El combate fue cancelado, y fue reprogramado para UFC Fight Night: Font vs. Garbrandt. Ganó el combate por decisión unánime. Siete medios de comunicación de la MMA se lo dieron a Ramos y seis a Algeo.
El combate con Tukhugov se reprogramó para el 30 de octubre de 2021 en UFC 267. Perdió el combate por decisión unánime.

## Campeonatos y logros

### Artes marciales mixtas
- Elite Fighting Championship
  - Campeonato de Peso Gallo de EFC (una vez)
- Ultimate Fighting Championship
  - Actuación de la Noche (dos veces) vs. Aiemann Zahabi y Luiz Eduardo Garagorri[8][21]

## Récord en artes marciales mixtas
| Resultado | Récord | Oponente               | Método                                     | Evento                                      | Fecha                   | Ronda | Tiempo | Localización            | Notas                                                 |
| --------- | ------ | ---------------------- | ------------------------------------------ | ------------------------------------------- | ----------------------- | ----- | ------ | ----------------------- | ----------------------------------------------------- |
| Derrota   | 15-4   | Zubaira Tukhugov       | Decisión (unánime)                         | UFC 267                                     | 30 de octubre de 2021   | 3     | 5:00   | Abu Dhabi               |                                                       |
| Victoria  | 15-3   | Bill Algeo             | Decisión (unánime)                         | UFC Fight Night: Font vs. Garbrandt         | 22 de mayo de 2021      | 3     | 5:00   | Las Vegas, Nevada       |                                                       |
| Derrota   | 14-3   | Lerone Murphy          | TKO (puñetazos)                            | UFC on ESPN: Kattar vs. Ige                 | 16 de julio de 2020     | 1     | 4:18   | Abu Dhabi               |                                                       |
| Victoria  | 14-2   | Luiz Eduardo Garagorri | Sumisión (estrangulamiento por detrás)     | UFC Fight Night: Błachowicz vs. Jacaré      | 16 de noviembre de 2019 | 1     | 3:57   | São Paulo               | Regreso al peso pluma. Actuación de la Noche.         |
| Victoria  | 13-2   | Journey Newson         | Decisión (unánime)                         | UFC on ESPN: Ngannou vs. dos Santos         | 29 de junio de 2019     | 3     | 5:00   | Minneapolis, Minnesota  |                                                       |
| Derrota   | 12-2   | Said Nurmagomedov      | TKO (patada trasera giratoria y puñetazos) | UFC Fight Night: Assunção vs. Moraes 2      | 2 de febrero de 2019    | 1     | 2:28   | Fortaleza               |                                                       |
| Victoria  | 12-1   | Kang Kyung-ho          | Decisión (dividida)                        | UFC 227                                     | 4 de agosto de 2018     | 3     | 5:00   | Los Ángeles, California |                                                       |
| Victoria  | 11-1   | Aiemann Zahabi         | KO (codazo trasero giratorio)              | UFC 217                                     | 4 de noviembre de 2017  | 3     | 1:58   | Nueva York              | Actuación de la Noche.                                |
| Victoria  | 10-1   | Michinori Tanaka       | Decisión (unánime)                         | UFC Fight Night: Bermudez vs. Korean Zombie | 4 de febrero de 2017    | 3     | 5:00   | Houston, Texas          |                                                       |
| Victoria  | 9-1    | Alfred Khashakyan      | Sumisión (estrangulamiento por detrás)     | NEF: Lookin' for a Fight                    | 5 de agosto de 2016     | 2     | 2:10   | Bangor, Maine           |                                                       |
| Derrota   | 8-1    | Manny Vazquez          | Sumisión (estrangulamiento por detrás)     | Legacy FC 51                                | 5 de febrero de 2016    | 1     | 1:45   | Hinckley, Minnesota     | Por el vacante Campeonato de Peso Gallo de Legacy FC. |
| Victoria  | 8-0    | Cody Walker            | Sumisión (estrangulamiento del brazo)      | Legacy FC 46                                | 2 de octubre de 2015    | 1     | 2:39   | Allen, Texas            | Combate de peso pluma.                                |
| Victoria  | 7-0    | Justin Rader           | TKO (puñetazos)                            | Legacy FC 41                                | 3 de abril de 2015      | 1     | 0:32   | Tulsa, Oklahoma         | Regreso al peso gallo.                                |
| Victoria  | 6-0    | Fabio Lima             | Sumisión (estrangulamiento por triángulo)  | MMA Super Heroes 4                          | 30 de mayo de 2014      | 3     | 1:49   | Valinhos                | Combate de peso acordado (137 libras).                |
| Victoria  | 5-0    | Rafael Correa          | Sumisión (estrangulamiento por detrás)     | Talent MMA Circuit 8: Valinhos 2014         | 12 de abril de 2014     | 1     | 2:38   | São Paulo               |                                                       |
| Victoria  | 4-0    | Lucas Mascena          | Sumisión (barra de brazo)                  | Talent MMA Circuit 5: Campinas 2013         | 23 de noviembre de 2013 | 1     | 1:59   | Campinas                | Regreso al peso mosca.                                |
| Victoria  | 3-0    | Allan Nascimento       | Decisión (unánime)                         | Elite FC 5: Night of Champions              | 5 de octubre de 2013    | 3     | 5:00   | Campinas                | Ganó el Campeonato de Peso Gallo de EFC.              |
| Victoria  | 2-0    | William Oliveira       | TKO (rodillazos y puñetazos)               | Supreme FC                                  | 1 de diciembre de 2012  | 1     | 0:30   | Campinas                |                                                       |
| Victoria  | 1-0    | Josivaldo Moreno       | Sumisión (estrangulamiento por triángulo)  | CT Fight                                    | 19 de mayo de 2012      | 1     | 0:58   | Indaiatuba              |                                                       |